# 1. Riigikogu

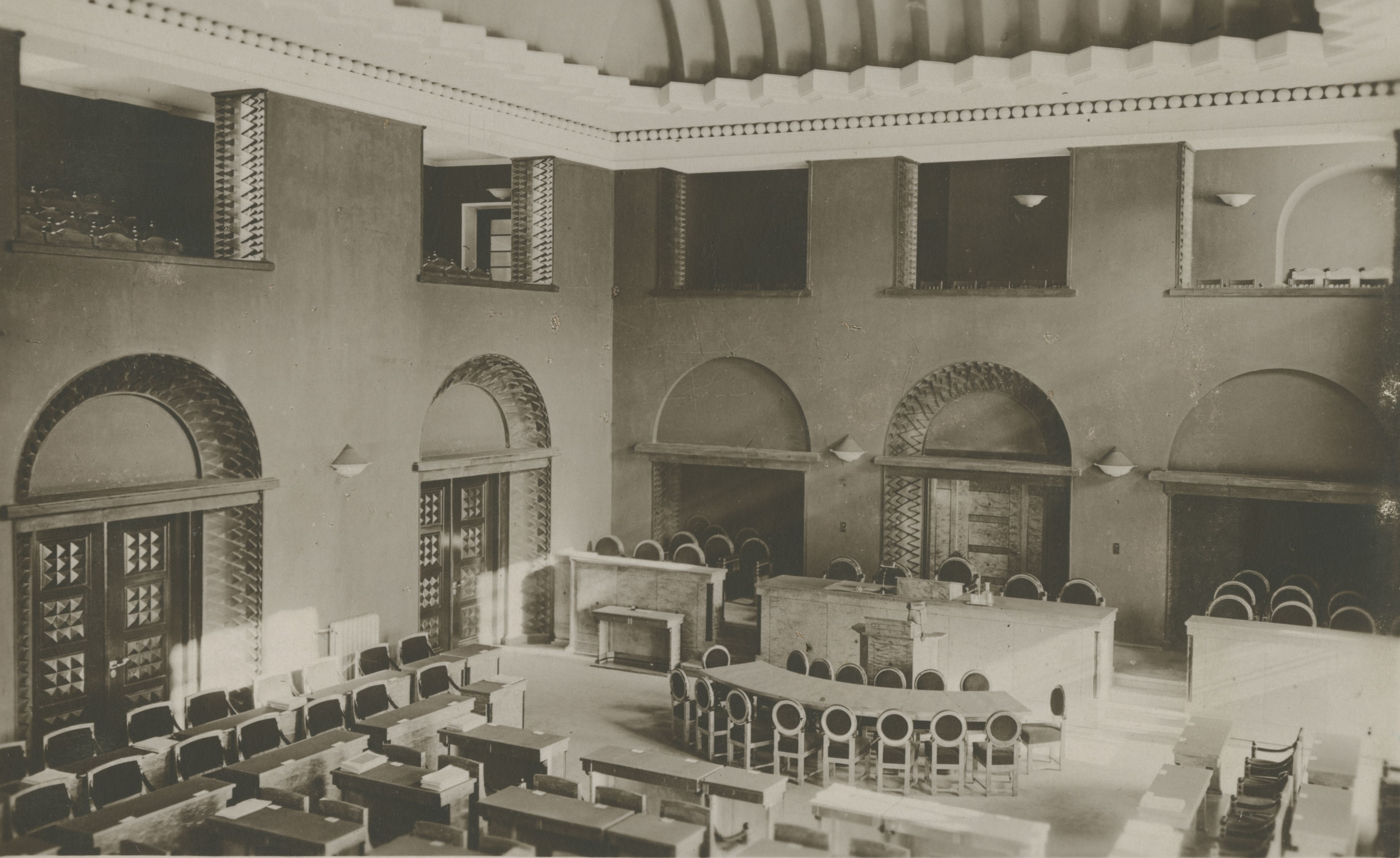
Plenarsaal in den 1920er Jahren

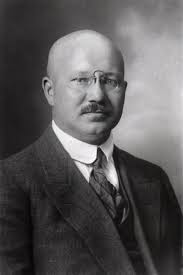
Otto Strandman, Parlamentspräsident 1921

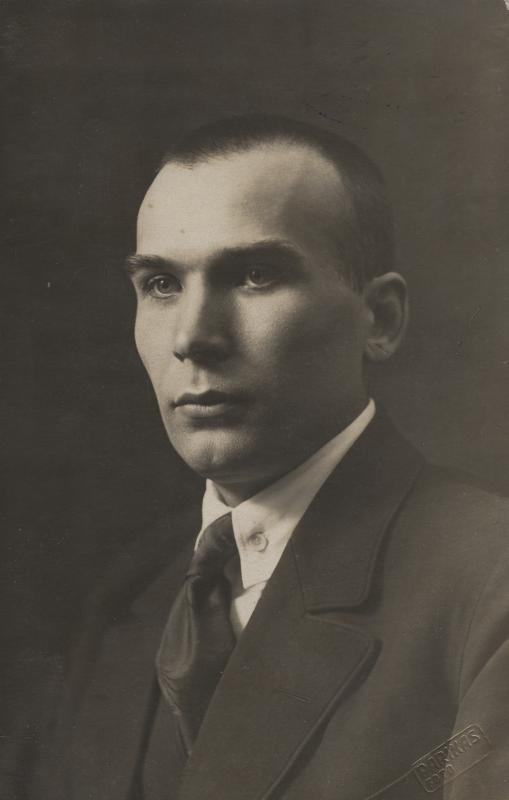
Juhan Kukk, Parlamentspräsident 1921/22

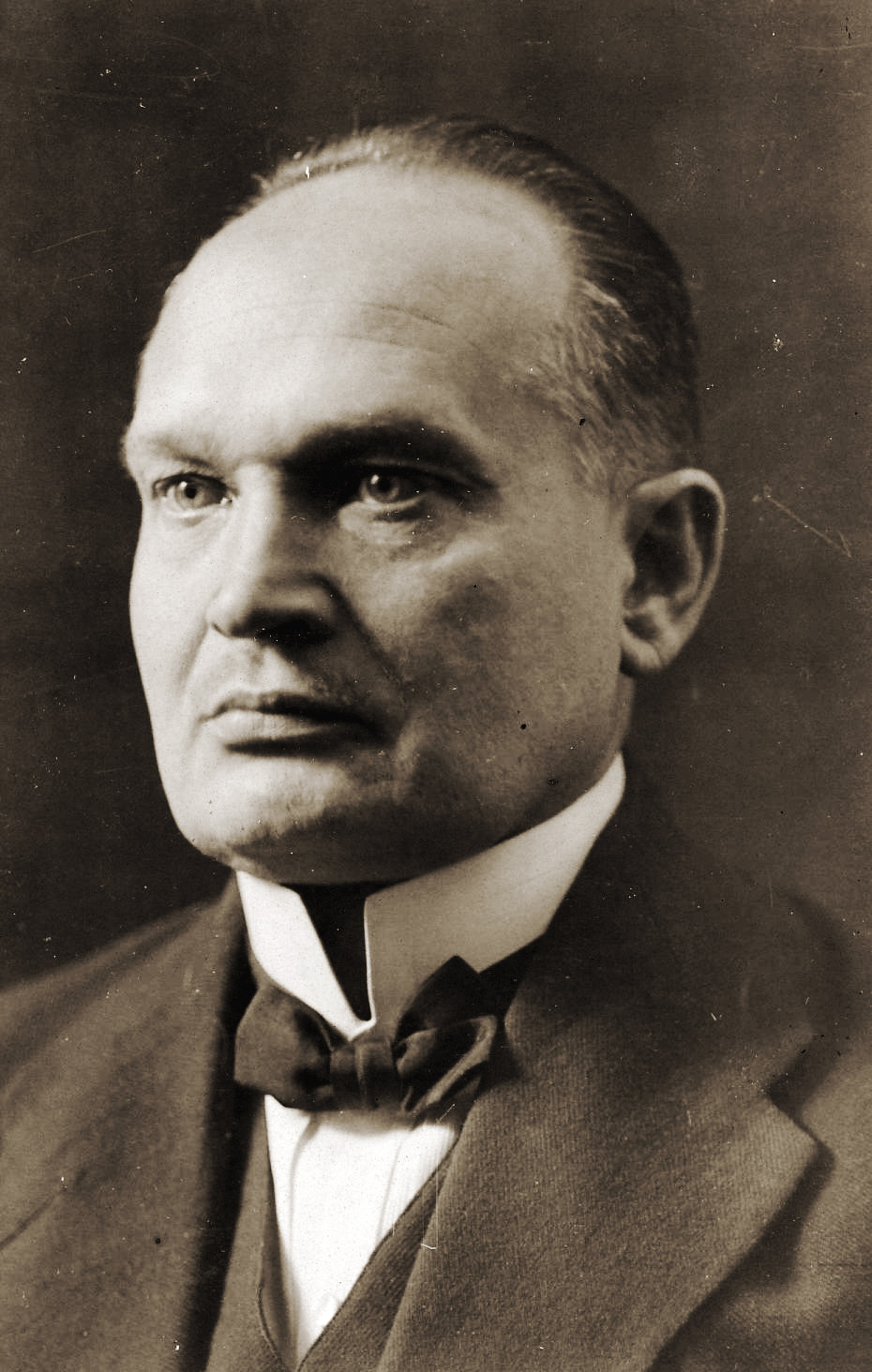
Konstantin Päts, Parlamentspräsident 1922/23

Die 1. Legislaturperiode des Parlaments der Republik Estland, der 1. Riigikogu (estnisch I Riigikogu), dauerte vom 20. Dezember 1920 bis zum 30. Mai 1923.

## Vorgeschichte
Nach den Wirren der russischen Oktoberrevolution und dem beginnenden russischen Bürgerkrieg rief die Republik Estland mit dem „Manifest an alle Völker Estlands“ vom 24. Februar 1918 die Loslösung von Russland und ihre staatliche Souveränität aus.
Einen Tag später marschierten im Zuge des Ersten Weltkriegs deutsche Truppen in Tallinn ein und besetzten das Land. Nach dem Zusammenbruch des deutschen Kaiserreichs und dem Ende des Ersten Weltkriegs konnte die Republik Estland ihre Selbständigkeit im Estnischen Freiheitskrieg gegen Sowjetrussland (1918 bis 1920) behaupten. Im Friedensvertrag von Tartu vom 2. Februar 1920 erkannte Sowjetrussland de jure die Republik Estland als selbständigen und abhängigen Staat an.
Noch während des Freiheitskrieges fanden im April 1919 allgemeine, freie und demokratische Wahlen zu einer Verfassungsgebenden Versammlung der Republik Estland (Asutav Kogu) statt. Auch die Frauen erhielten erstmals das Wahlrecht. Die Konstituante sollte sowohl eine demokratische und rechtsstaatliche Verfassung ausarbeiten als auch übergangsweise als Parlament des jungen Staates fungieren. Am 15. Juni 1920 nahm die Verfassungsgebende Versammlung die erste estnische Verfassung an, das „Grundgesetz der Republik Estland“ (Eesti Vabariigi Põhiseadus). Sie trat am 21. Dezember 1920 in Kraft. Damit war die Aufgabe der Verfassungsgebenden Versammlung erfüllt.

## Parlamentswahl 1920
Die erste Parlamentswahl unter dem neuen Grundgesetz fand vom 27. bis zum 29. November 1920 statt. Die 100 Abgeordneten wurden nach dem Grundsatz der Verhältniswahl für eine Legislaturperiode von drei Jahren gewählt. Die Parteien stellten für die Wahl Listen für die zehn Wahlkreise auf. Dieselben Kandidaten konnten in mehreren Wahlkreisen kandidieren. Die Sitzzuteilung erfolgte nach dem D’Hondt-Verfahren. Insgesamt zogen zehn Parteien in einem stark zersplitterten Parteiensystem in das Parlament ein.
Am 20. Dezember 1920 wurde das Wahlergebnis formal verkündet. Damit begannen die Vollmachten des neu gewählten Parlaments.
| Partei | Partei                                        | deutscher Name                                      | politische Orientierung      | % (Wahl 1920) | Sitze I. Riigikogu (Wahl 1920) | % (Wahl Asutav Kogu 1919) |
| ------ | --------------------------------------------- | --------------------------------------------------- | ---------------------------- | ------------- | ------------------------------ | ------------------------- |
|        | Eesti Tööerakond                              | Estnische Arbeitspartei                             | Mitte-links                  | 21,0 %        | 22                             | 25,1 %                    |
|        | Põllumeeste Kogud                             | Bund der Landwirte                                  | konservativ-agrarisch        | 20,8 %        | 21                             | 6,5 %                     |
|        | Eesti Sotsiaaldemokraatiline Tööliste Partei  | Estnische Sozialdemokratische Arbeiterpartei        | sozialdemokratisch           | 17,0 %        | 18                             | 33,3 %                    |
|        | Eesti Iseseisev Sotsialistlik Tööliste Partei | Estnische Unabhängige Sozialistische Arbeiterpartei | linkssozialistisch           | 10,6 %        | 11                             | 5,8 %                     |
|        | Eesti Rahvaerakond                            | Estnische Volkspartei                               | Mitte-rechts                 | 10,4 %        | 10                             | 20,7 %                    |
|        | Kristlik Rahvaerakond                         | Christliche Volkspartei                             | christlich-konservativ       | 7,5 %         | 7                              | 4,4 %                     |
|        | Eesti Ametiühisuste Kesknõukogu               | Zentralrat der estnischen Gewerkschaften            | kommunistisch                | 5,3 %         | 5                              | –                         |
|        | Saksa-Balti Erakond                           | Deutschbaltische Partei                             | deutschbaltische Minderheit  | 3,9 %         | 4                              | 2,5 %                     |
|        | Vene Rahvuslik Liit Eestis                    | Russischer Nationalverband in Estland               | russischsprachige Minderheit | 1,8 %         | 1                              | 1,2 %                     |
|        | Majandusline rühm                             | Wirtschaftliche Gruppierung                         | Interessenpartei             | 1,1 %         | 1                              | –                         |

## Konstituierung des 1. Riigikogu
Das Parlament (Riigikogu), zu deutsch „Staatsversammlung“, trat zu seiner 1. Legislaturperiode (später sog. I Riigikogu) am 4. Januar 1921 erstmals zusammen. Die Dauer der Legislaturperiode betrug nach der Verfassung drei Jahre. Das Durchschnittsalter der Abgeordneten lag zu Beginn der Legislaturperiode 38 Jahre.
Zum ersten Parlamentspräsidenten wurde Otto Strandman (1875–1941) gewählt; er gehörte der sozialdemokratischen Estnischen Arbeitspartei (Eesti Tööerakond - ETE) an. Seine Partei stellte mit 22 Abgeordneten die größte Fraktion.
Ihm folgten bis im November 1921 Strandmans Parteifreund Juhan Kukk (1885–1942) und im November 1922 Konstantin Päts (1874–1956) von der Partei Bund der Landwirte (Põllumeeste Kogud) als Parlamentspräsidenten nach.

## Parlamentspräsidenten der 1. Legislaturperiode
| Name            | Amtszeit                | Partei            |
| --------------- | ----------------------- | ----------------- |
| Otto Strandman  | 04.01.1921 – 18.11.1921 | Eesti Tööerakond  |
| Juhan Kukk      | 18.11.1921 – 20.11.1922 | Eesti Tööerakond  |
| Konstantin Päts | 20.11.1922 – 07.06.1923 | Põllumeeste Kogud |

Am 25. Januar 1921 bestätigte das Parlament die Koalitionsregierung des Staatsältesten (Staats- und Regierungschef) Konstantin Päts. Einen Tag später erkannten das Vereinigte Königreich, Frankreich und Italien völkerrechtlich de jure an.
Die Plenarsitzungen fanden zunächst im Weißen Saal des Schlosses auf dem Tallinner Domberg statt. Am 12. September 1922 erfolgte die feierliche Eröffnung des neuen Plenarsaals. Er wurde von den Architekten Eugen Habermann (1884–1944) und Herbert Johanson (1884–1964) im Hof des Schlosses auf den Ruinen des ehemaligen Konventhauses errichtet. Dort befindet er sich bis heute.

## Vorzeitiges Ende der 1. Legislaturperiode
Bereits Anfang Mai 1923 wurden vorgezogene Parlamentswahlen durchgeführt. Grund war das Ergebnis einer Volksabstimmung, die vom 17. bis 19. Februar 1923 stattgefunden hatte. Darin hatte das Volk mit einer Mehrheit von 71,9 % ein Gesetz zur Einführung von Religionsunterricht in den Schulen angenommen. Der Riigikogu hatte das Gesetz zuvor abgelehnt. Da das Volk dem Riigikogu damit das Misstrauen ausgesprochen hatte, mussten nach § 32 der Verfassung spätestens 75 Tage nach der Volksabstimmung neue Parlamentswahlen stattfinden. Diese wurden Anfang Mai 1923 abgehalten.
Die letzte Sitzung der ersten Legislaturperiode fand am 9. März 1922 statt. Die verfassungsrechtlichen Vollmachten des 1. Riigikogu endeten am 30. Mai 1923.
Das neue Parlament trat zur konstituierenden Sitzung der 2. Legislaturperiode (II Riigikogu) am 7. Juni 1923 zusammen. Die 2. Legislaturperiode dauerte bis zum 14. Juni 1926. Am 7. Juni 1923 wurde Jaan Tõnisson (Estnische Volkspartei) zum Nachfolger von Konstantin Päts (Bund der Landwirte) zum neuen Parlamentspräsidenten gewählt.

## Bilanz
Das Parlament nahm 333 Gesetze und 27 Verordnungen an. Hinzu kamen 113 Entschließungen, sieben Haushaltsbeschlüsse und 13 weitere Akte.
Insgesamt hatten 168 Personen ein Abgeordnetenmandat im 1. Riigikogu inne, einige davon allerdings nur formal und kurzzeitig wegen Rückzugs oder Rücktritt aus dem Parlament. 68 Abgeordnete hatten über die gesamte Dauer der Legislaturperiode ihr Abgeordnetenmandat inne.